# Ville-du-Pont
Ville-du-Pont é uma comuna francesa na região administrativa de Franche-Comté, no departamento de Doubs. Estende-se por uma área de 15,02 km². Em 2010 a comuna tinha 332 habitantes (densidade: 22,1 hab./km²).